# Tanjas Geliebter
Tanjas Geliebter (Originaltitel: Adolphe ou l'âge tendre) ist ein französischer Spielfilm aus dem Jahr 1968 von Bernard Toublanc-Michel nach dem Roman Adolphe von Benjamin Constant (1816), mit Jean-Claude Dauphin, Ulla Jacobsson und Philippe Noiret.

## Handlung
Der junge Henri will Benjamin Constants Roman Adolphe ou l'âge tendre verfilmen. Auf Motivsuche für die Dreharbeiten begegnet der junge Mann der älteren Hélène und verliebt sich in sie – ähnlich dem Helden der Romanvorlage. Sein Streben, aus Konventionen auszubrechen, bringt ihn dazu, Hélène zu besetzen. Henri und Hélène erleben während der Dreharbeiten das gleiche Drama wie die Figuren Adolphe und Elléonore...

## Kritiken
„Verfilmung des Romans von Benjamin Constant (Adolphe, 1816); sie versucht die Unvereinbarkeit von Ordnungsprinzip und übersteigertem Individualismus sowie den essentiellen Graben zwischen Kunst und Wirklichkeit kritisch aufzuzeigen, verkommt aber zunehmend zur Illustrierten-Geschichte in sentimental-pathetischer Gepflegtheit.“